# Sverker Martin-Löf
Sverker Knut Ture Martin-Löf, född 8 november 1943 i Hudiksvall, död 11 januari 2023 i Värmdö distrikt, Stockholms län, var en svensk industriman. Under många år var Sverker Martin-Löf rankad som den svenska industrins enskilt mäktigaste person.

## Biografi
Sverker Martin-Löf var son till Rutger Martin-Löf och bror till Roland Martin-Löf. Han utbildade sig till civilingenjör i kemi vid Kungliga Tekniska Högskolan. Hans licentiatavhandling behandlade området fysikalisk kemi med inriktning på pappersteknik och träforskning. Han kom senare att arbeta som forskningsledare på Träforskningsinstitutet. Han var ordförande i Handelsbankssfärens maktbolag Industrivärden, SCA och SSAB. Han var vice ordförande i Ericsson och Svenska Handelsbanken samt styrelseledamot i Skanska. Han var tidigare bland annat vice ordförande i Svenskt Näringsliv, VD för SCA 1988–2002, VD för MoDo Chemetics samt 1983–1986 VD för Sunds Defibrator AB. År 2006 blev han styrelseledamot vid Institutet för näringslivsforskning.
I likhet med bland andra Per-Olof Eriksson uttryckte sig Martin-Löf skeptiskt om larmen om global uppvärmning och klimatförändring och ifrågasatte trovärdigheten i dessa larm. Han menade att de föreslagna motåtgärderna var onödiga och skadade svensk basindustri.
Sverker Martin-Löf var sedan 1981 ledamot av Ingenjörsvetenskapsakademien. År 2004 utnämndes han till hedersdoktor vid Mittuniversitetet och 2014 till hedersdoktor vid KTH.

## Kontroverser
Martin-Löf lämnade 2015 sina styrelseuppdrag inom Handelsbankssfären i efterbörden av den granskning som SvD gjort av SCA:s representationsverksamhet. Flera av de uppgifter Svenska Dagbladet publicerat kom senare att ifrågasättas av TV4-journalisten Jens B Nordström i boken Tronstriden.
I maj 2021 gjorde Uppdrag granskning en granskning av Sverker Martin-Löf.